# マドレイン・M・レイニンガー
マドレイン・M・レイニンガー（Madeleine M Leininger, 1925年7月13日 - 2012年8月10日）は、アメリカの看護学者。

レイニンガー

ネブラスカ州サタンの生まれ。デンバーのセント・アントニー看護学校卒業。1950年ベネディクト大学で生物学で学士、1954年アメリカカトリック大学で精神看護学で修士号を取得、その後もワシントン大学大学院で文化人類学などを学ぶ。看護教育の分野では、クレイトン大学で看護学の様々な分野で教鞭を採りながら、シンシナティ大学で小児科精神看護のクリニカルスペシャリストの養成にも関与する。
代表的な著作は、『レイニンガー看護論　文化ケアの多様性と普遍性』（医学書院、1995年）で、その提唱する看護における文化的な差異、つまり文化、習俗、宗教などの違いにおける健康、羞恥、死生観などの相違を看護ケアの中で考慮しつつ、看護計画や健康教育を考えていくという視点は、民族看護学（Ethnonurning）とかエスノ中心的看護というふうに呼ばれる。彼女は、文化人類学者とニューギニアの東高地に住むガドサップ族のフィールドワークなども手がけている。
日本でも外国人労働者の増加で、幼稚園から教育、医療、福祉の面で、文化による健康に対する捉え方、認識の違いを考慮しなくてはならない時期にさしかかって、注目される看護学者のひとりになってきた。
他に編著で『看護における質的研究』（医学書院、1997年）もある。
2012年8月10日、ネブラスカ州オマハの自宅で死去。87歳没。

## 文化的ケア理論
文化的ケア理論は、「個人、グループ、または集団の文化的価値観、信念、および生活スタイルに合うように調整された、認知に基づく支援的、支援的、促進的、または可能にする行為または決定」を通じて文化的に合致した看護ケアを提供することを目的としている。このケアは、さまざまな人々、もしくは同様な文化的背景を持った人々にとっての有益な意味と健康上の成果をもたらすことを目的としている。

### 文化的
- コミュニケーションと言語
- ジェンダーの考慮
- 性的趣向
- 能力/障害
- 職業
- 年齢
- 社会経済的地位
- 対人関係
- 外観
- 衣服
- 居住空間の使い方
- 食品
- 食事の準備とそれに関係した生活スタイル

レイニンガーは、適切で有益で意味のあるケアを提供するために、看護ケアの判断、決定、または行動を導くための3つのモードがあることを提案している：
（a）保存および/または維持
（b）調節および/または交渉
（c）再パターン化および/または再構築

### 理論的仮定と方向性の定義
1.ケアは看護の本質であり、明確に主要でそこにすべてが集約された焦点(a distinct, dominant, and unifying focus)である。
2.ケア（ケア）は、幸福、健康、治癒、成長の生存、そしてハンディキャップや死に直面するために不可欠のものである。
3.文化ケア(Culture careは、看護実践を導くために、看護現象を知り、説明し、解釈し、予測するための最も広い全体的な手段となる。
4.看護は、世界中の人間に奉仕することを主たる目的とする、異文化間、人道的、科学的なケアの分野および職業である。
5.ケア（ケア）は治癒と癒しに不可欠である。ケアなしでは治癒はあり得ないから。
6.文化ケアの概念、意味、表現、パターン、プロセス、およびケアの構造的形態は、世界のすべての文化の間で異なり（多様性）、共通性または普遍性に向かい合えば）類似している。
7.すべての人間の文化には、一般的な（ジェネリック、フォーク、または先住民の）ケアの知識と実践があり、通常、異文化間で異なる専門的なケアの知識と実践がある。
8.文化的ケアの価値観、信念、実践は、世界観、言語、宗教的（または精神的）、親族（社会的）、政治的（または法的）、教育的、経済的、技術的、民族史的、および環境に影響され、埋め込まれている。
9.有益で、健康的で、満足のいく文化に基づいた看護ケアは、環境の文脈の中で個人、家族、グループ、およびコミュニティの幸福に貢献している。
10.文化的に一致または有益な看護ケアは、個人、グループ、コミュニティ、または文化ケアの価値観、表現、またはパターンが、看護師によって人々とともに適切かつ有意義な方法で知られ、使用されている場合にのみ産まれてくる。
11.専門の介護者とクライアント（一般的な）の被介護者の間の文化ケアの違いと類似点は、世界中のあらゆる人間の文化に存在する。
12.自分の信念、価値観、思いやりのある生活様式に合理的に一致しない介護を経験するクライアントは、文化的対立、不遵守、ストレス、倫理的または道徳的懸念の兆候を示してくる。
13.定性的パラダイムは、異文化間で人間のケアの認識論的および存在論的側面を発見するための新しい知識の方法とさまざまな方法を提供する。
レイニンガーは、あらゆる文化に存在する2種類の知識に焦点を合わせました。
-エミックナレッジ(Emic Knowledge、インサイダー的な視点)は、文化に存在する民俗、一般、または一般的な知識である。
-エティックナレッジ(Etic Knowledge、アウトサイダー的な視点)は、文化の中に存在し、部外者の視点から見た専門的または医学的知識である。
これらの2種類の知識は、先住民社会内で文化がどのように見られ、外部のプロバイダーがそれにどのように反応するかを決定するために絡み合っている。看護師がエミックの知識を具体的に理解し、より文化的に適切な看護ケアを調整するために何ができるかをよりよく理解することが、レイニンガーにとって不可欠であった。
レイニンガーは、サンライズモデル( Sunrise Model)で彼女の看護理論に視覚的な手助けを提供した。

## 異文化間看護
レイニンガーは当初、文化的ケア理論の創造から始めて、後にその理論を異文化間看護(Transcultural Nursing)と呼ばれる看護専門分野に仕上げていった。レニンガー自身の言葉では、異文化間看護は次のようになる。
レニンガーは、看護経験と受けた人類学の博士号を組み合わせて、患者自身の文化からの先住民の視点と外の世界が患者をどのように認識するかを活用して、看護に患者を文化的な視点で見ることを望んだ。

### 栄誉、受賞歴
- 1998: Living Legend, アメリカ看護アカデミー(en:American Academy of Nursing))[9]
- 1998: 名誉フェロー, 王立看護カレッジ (オーストリア)